# ヨーロッパ野球選手権大会
ヨーロッパ野球選手権大会（英語：Baseball European Championship）は、WBSCヨーロッパの主催により原則的に2年に1度開催されている、ヨーロッパ地域の各国代表によって争われる野球の国際大会である。サッカーのUEFA欧州選手権の野球版にあたる。

## 大会形式
本選は1997年の第25回大会から2019年の第35回大会までは12か国で争われ、開催国及び開催国を除く前回大会の上位9か国（計10か国）が予選を免除され、残りの2か国を予選により決定する方式であった。
2021年の第36回大会では出場国が16に拡大され、開催国及び開催国を除く前回大会の上位11か国（計12か国）が予選を免除され、残りの4か国を予選により決定する方式となった。
2023年の第37回大会では、開催国及び開催国を除く前回大会の上位13か国（計14か国）が予選を免除され、残りの2か国を予選により決定する方式となった。

### 予選
2019年の第35回大会までは、各国が本選出場国（Aプール）、Bプール（2部相当）、Cプール（3部相当）に振り分けられており、本選開催年にはCプール、中間年にはBプールの大会が開催された。本選の前年に実施されるBプールの大会では、12か国が2組に分かれてリーグ戦を行い、各組の上位2チームによる決勝の勝者が本戦の出場権を獲得した。下位の最大2チームはCプールに降格した。本選と同年に実施されるCプールの大会では、上位の最大2チームが翌年のBプールに昇格した。
2021年の第36回大会では3部制が廃止され、本選出場資格を持たない国は本選出場をかけて直接予選にエントリーする方式となった。17か国が4組に分かれ、ロシアのモスクワ、リトアニアのウテナ、セルビアのベオグラード、スロバキアのブラチスラヴァで開催された各ラウンドで出場権を争った。各組を勝ち抜いたロシア、ギリシャ、ウクライナ、スロバキアが本選出場権を獲得。スロバキアは本選初出場となった。
2023年の第37回大会では、14か国が予選を免除された。2022年に開催される予選では14か国が3組に分かれ、リトアニアのウテナ、セルビアのベオグラード、ブルガリアのブラゴエヴグラトの各ラウンドを勝ち抜いた3か国がプレーオフを実施して2つの本選出場枠を決定する方式が予定されていた。しかし、ロシアによるウクライナ侵攻を受けて前回大会10位のロシアの出場資格が停止されたため予選免除が13か国となり、各ラウンドの1位がプレーオフを経ずに本選出場権を獲得する方式に変更された。また、ベラルーシの出場資格も停止されたことから予選参加は13か国となった。スイス、ハンガリー、フランスが本選出場権を獲得。スイス、ハンガリーは本選初出場となった。

### 本選
2019年の第35回大会までは、12か国が2組に分かれて総当たり戦を行い、各組の上位3か国が2次ラウンドに進出。同組との対戦成績を持ち越してのリーグ戦における上位2か国が決勝を戦った。また、同方式のリーグ戦により9～12位、ワンゲームプレーオフにより7・8位を決定した。
2021年の第36回大会以降は、16か国が4組に分かれて総当たり戦を行い、各組の上位2か国が決勝トーナメントに進出。3位決定戦が行われるほか、敗退国についても順位決定戦を実施し、すべての出場国が6試合を戦う方式となった。

## 大会記録
| 回 | 開催年・詳細    | 開催国          |          | 優勝       | 準優勝       | 3位 |
| -- | --------------- | --------------- | -------- | ---------- | ------------ | --- |
| 1  | 1954年 （詳細） | ベルギー        | イタリア | スペイン   | ベルギー     |     |
| 2  | 1955年 （詳細） | スペイン        | スペイン | ベルギー   | 西ドイツ     |     |
| 3  | 1956年 （詳細） | イタリア        | オランダ | ベルギー   | イタリア     |     |
| 4  | 1957年 （詳細） | 西ドイツ        | オランダ | 西ドイツ   | イタリア     |     |
| 5  | 1958年 （詳細） | オランダ        | オランダ | イタリア   | 西ドイツ     |     |
| 6  | 1960年 （詳細） | スペイン        | オランダ | イタリア   | スペイン     |     |
| 7  | 1962年 （詳細） | オランダ        | オランダ | イタリア   | スペイン     |     |
| 8  | 1964年 （詳細） | イタリア        | オランダ | イタリア   | スペイン     |     |
| 9  | 1965年 （詳細） | スペイン        | オランダ | イタリア   | 西ドイツ     |     |
| 10 | 1967年 （詳細） | ベルギー        | ベルギー | イギリス   | 西ドイツ     |     |
| 11 | 1969年 （詳細） | 西ドイツ        | オランダ | イタリア   | スペイン     |     |
| 12 | 1971年 （詳細） | イタリア        | オランダ | イタリア   | 西ドイツ     |     |
| 13 | 1973年 （詳細） | オランダ        | オランダ | イタリア   | スペイン     |     |
| 14 | 1975年 （詳細） | スペイン        | イタリア | オランダ   | 西ドイツ     |     |
| 15 | 1977年 （詳細） | オランダ        | イタリア | オランダ   | ベルギー     |     |
| 16 | 1979年 （詳細） | イタリア        | イタリア | オランダ   | ベルギー     |     |
| 17 | 1981年 （詳細） | オランダ        | オランダ | イタリア   | スウェーデン |     |
| 18 | 1983年 （詳細） | イタリア        | イタリア | オランダ   | ベルギー     |     |
| 19 | 1985年 （詳細） | オランダ        | オランダ | イタリア   | ベルギー     |     |
| 20 | 1987年 （詳細） | スペイン        | オランダ | イタリア   | スペイン     |     |
| 21 | 1989年 （詳細） | フランス        | イタリア | オランダ   | スペイン     |     |
| 22 | 1991年 （詳細） | イタリア        | イタリア | オランダ   | スペイン     |     |
| 23 | 1993年 （詳細） | スウェーデン    | オランダ | イタリア   | スウェーデン |     |
| 24 | 1995年 （詳細） | オランダ        | オランダ | イタリア   | ベルギー     |     |
| 25 | 1997年 （詳細） | フランス        | イタリア | オランダ   | スペイン     |     |
| 26 | 1999年 （詳細） | イタリア        | オランダ | イタリア   | フランス     |     |
| 27 | 2001年 （詳細） | ドイツ          | オランダ | ロシア     | イタリア     |     |
| 28 | 2003年 （詳細） | オランダ        | オランダ | ギリシャ   | スペイン     |     |
| 29 | 2005年 （詳細） | チェコ          | オランダ | イタリア   | スペイン     |     |
| 30 | 2007年 （詳細） | スペイン        | オランダ | イギリス   | スペイン     |     |
| 31 | 2010年 （詳細） | ドイツ          | イタリア | オランダ   | ドイツ       |     |
| 32 | 2012年 （詳細） | オランダ        | イタリア | オランダ   | スペイン     |     |
| 33 | 2014年 （詳細） | チェコ · ドイツ | オランダ | イタリア   | スペイン     |     |
| 34 | 2016年 （詳細） | オランダ        | オランダ | スペイン   | イタリア     |     |
| 35 | 2019年 （詳細） | ドイツ          | オランダ | イタリア   | スペイン     |     |
| 36 | 2021年 （詳細） | イタリア        | オランダ | イスラエル | イタリア     |     |
| 37 | 2023年 （詳細） | チェコ          | スペイン | イギリス   | オランダ     |     |

## 獲得メダル総数
| 順 | 国・地域     | 金 | 銀 | 銅 | 計 |
| -- | ------------ | -- | -- | -- | -- |
| 1  | オランダ     | 24 | 9  | 1  | 34 |
| 2  | イタリア     | 10 | 17 | 5  | 32 |
| 3  | スペイン     | 2  | 2  | 15 | 19 |
| 4  | ベルギー     | 1  | 2  | 6  | 9  |
| 5  | イギリス     | 0  | 3  | 0  | 3  |
| 6  | ドイツ       | 0  | 1  | 7  | 8  |
| 7  | ギリシャ     | 0  | 1  | 0  | 1  |
| 7  | イスラエル   | 0  | 1  | 0  | 1  |
| 7  | ロシア       | 0  | 1  | 0  | 1  |
| 10 | スウェーデン | 0  | 0  | 2  | 2  |
| 11 | フランス     | 0  | 0  | 1  | 1  |